# 다니가와 (열차)
다니가와 또는 타니가와(일본어: たにがわ)는 동일본 여객철도가 운영하는 조에쓰 신칸센에서 운행개시된 고속열차이다. 열차 등급을 표시하는 고유색은 빨간색이다. 다니가와의 유래는 다니가와 산에서 유래되었다.

## 역사

### 일본국유철도시절
1982년 11월 15일에 일본국유철도에서 특급열차로 신설했다. 당시 도쿄 우에노에서 미나카미까지 운행했다.
1997년 9월 30일에 조에쓰 신칸센의 명칭으로 선정되면서 기존에 운행했던 열차는 미나카미(일본어: みなかみ)로 변경되었다.

### 신칸센 시절
1997년 10월 1일에 조에쓰 신칸센 개통과 함께 등급이 신설된 열차로 도쿄 ~ 에치고유자와를 운행했다. 겨울에 한해서 갈라유자와까지 운행한다. 2001년에 E4계를 도입했다. 2002년에 E2계를 도입했다가 2004년 3월 13일에 다이야 개정으로 운행을 중단했다. 같은 해 10월 23일에 발생한 니가타현 주에쓰 지진으로 인해 조에쓰 신칸센 운행이 중단되었다가 같은 해 12월 28일에 임시 다이야 개정으로 복귀시키고 이후 정상 운행에 들어갔다.
같은 해 8월에 성수기를 맞이해 도쿄 방면 운행 시 임시 Max 다니가와를 운행했다. 이 열차는 다카사키에서 Max 도키와 중련해 도쿄까지 운행했다. 2007년에 전 차량 금연 정책 실시했다. 2012년에 E1계 차량이 퇴역하면서 E4계 차량으로 대체되었다. 2013년 다이야 개정으로 E2계 차량이 다시 도입되었다.
같은 해 3월에 200계 차량이 퇴역되면서 일부 시간대에 E4계 운행으로 변경과 동시에 Max 도키 열차와 중련하는 경우 도쿄 방면 운행 시 다카사키에서 중련 운행 및 니가타 방면 운행 시 Max 다니가와의 경우 에치고유자와까지 운행하며 Max 도키의 경우 에치고유자와에서 분리해 니가타까지 8량 편성으로 운행하는 시간으로 변경되었다. 2015년에 다이야 개정과 함께 차내 판매를 종료하였다.
2017년 4월 동일본여객철도의 발표에 따르면 오는 2018년부터 E4계 교체와 동시에 E7계 차량 도입을 확정했고 2019년 3월 16일부터 E7계 운행과 동시에 도키, 다니가와 노선에 그랜클래스 좌석을 제공하기 시작했다.

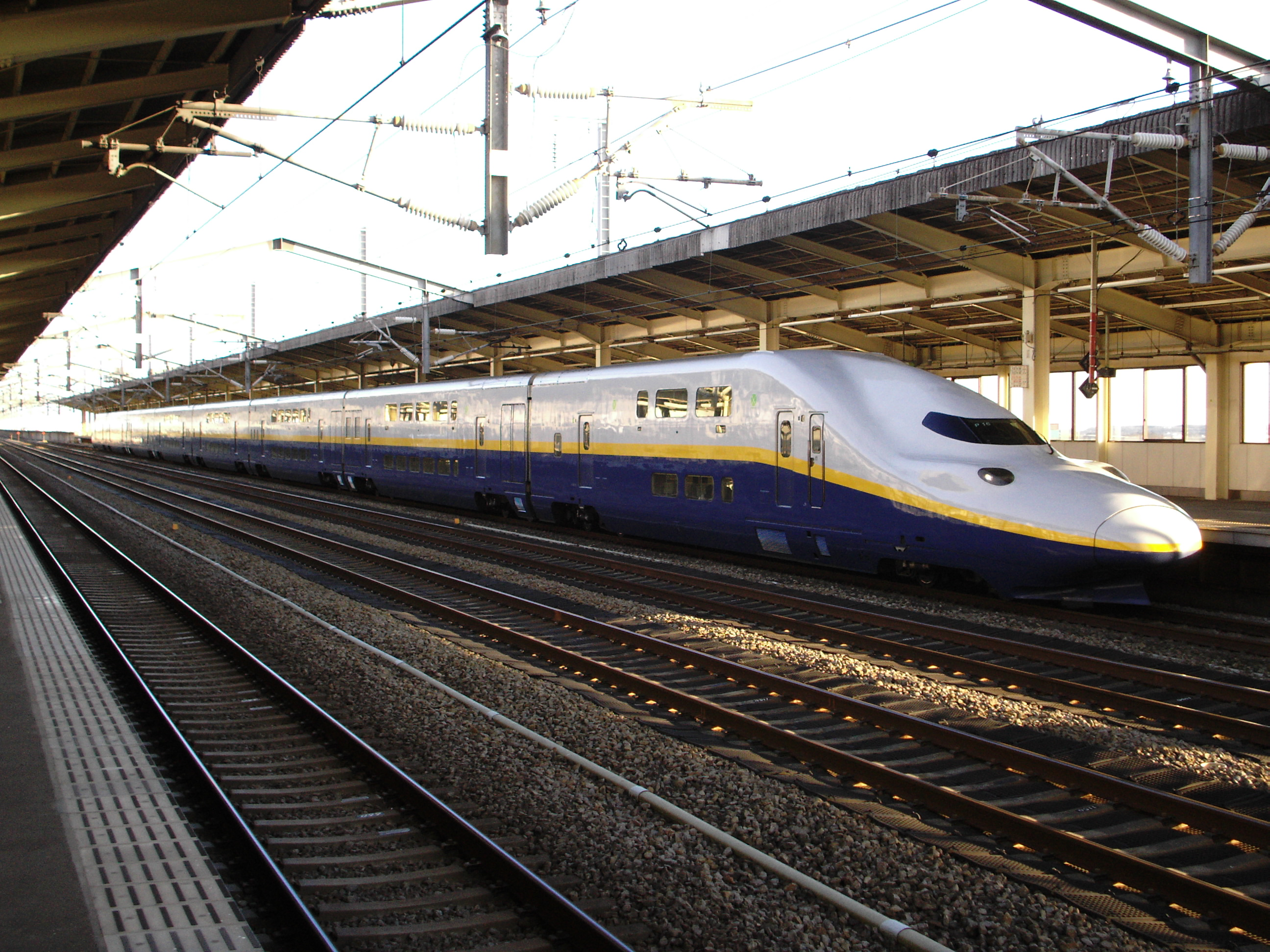
신칸센 E4계
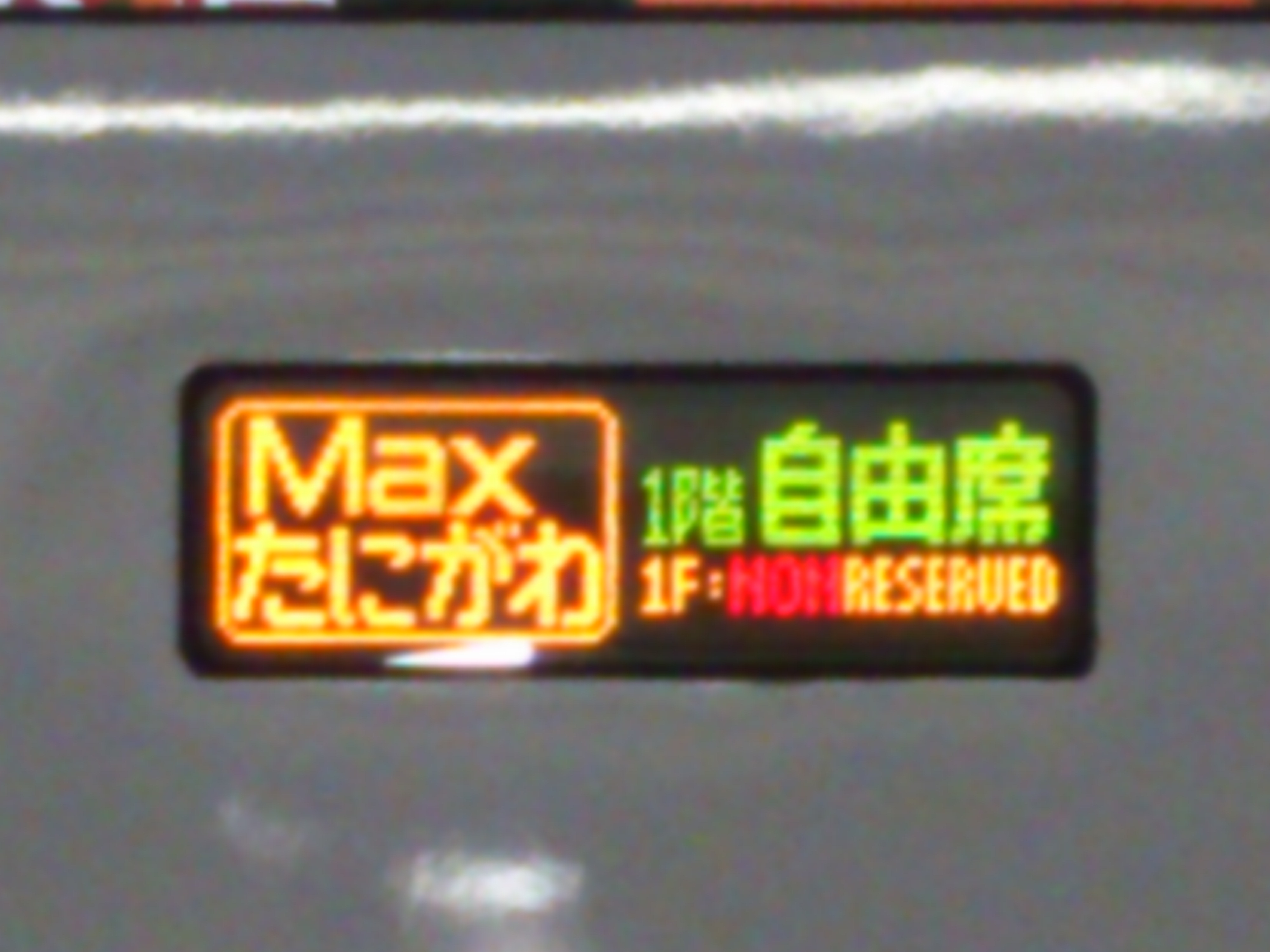
다니가와 E4계 행선지

## 기타 유형

### Max 다니가와
Max 다니가와(일본어: Max たにがわ)는 다니가와중 2층 차량을 이용하는 고속열차의 명칭으로 주로 E1계, E4계 차량을 의미한다. E4계의 경우 8량 편성과 2편성 중련 운행하는 유형이 있으며 그 중 16량 편성으로 운행하는 Max 도키 열차와 중련하는 경우 도쿄 방면 운행 시 다카사키에서 병결한다. 니가타 방면 운행 시 에치고유자와까지 운행하며 Max 도키의 경우 에치고유자와에서 분리해 니가타까지 8량 편성으로 운행했다.

## 운행 현황
| 운행 노선       | 열차 번호     | 운행 구간           | 차량 | 비고 |
| --------------- | ------------- | ------------------- | ---- | ---- |
| 도호쿠 & 조에쓰 | 400호 ~ 417호 | 도쿄 ~ 에치고유자와 | E7계 |      |
| 도호쿠 & 조에쓰 | 470호 ~ 475호 | 도쿄 ~ 다카사키     | E7계 |      |

## 정차역
| 운행 횟수                      | 도쿄 | 우에노 | 오미야 | 구마가야 | 혼조와세다 | 다카사키 | 조모코겐 | 에치고유자와 | 비고                                          |
| ------------------------------ | ---- | ------ | ------ | -------- | ---------- | -------- | -------- | ------------ | --------------------------------------------- |
| 하행 9회 상행 9회              | ●    | ●      | ●      | ●        | ●          | ●        | ●        | ●            |                                               |
| 하행 3회 상행 3회              | ●    | ●      | ●      | ●        | ●          | ●        |          |              | 하행 1회 주말 운휴 상행 1회 토요일, 주말 운휴 |
| ●＝정차；■＝일부 정차；↔＝통과 |      |        |        |          |            |          |          |              |                                               |

## 운행 열차

### 현재 운행하는 열차
- E7계[10]

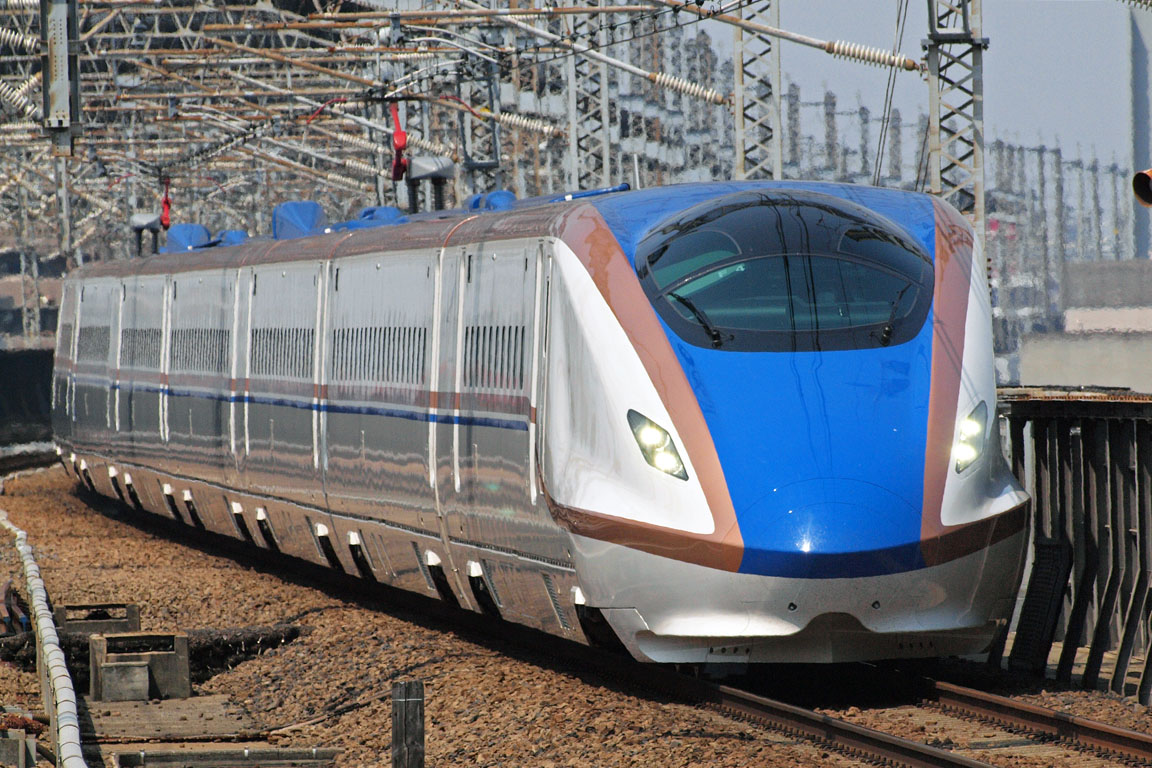
신칸센 E7계

### 퇴역 및 과거 운행 열차
일본국유철도 시절
- 185계

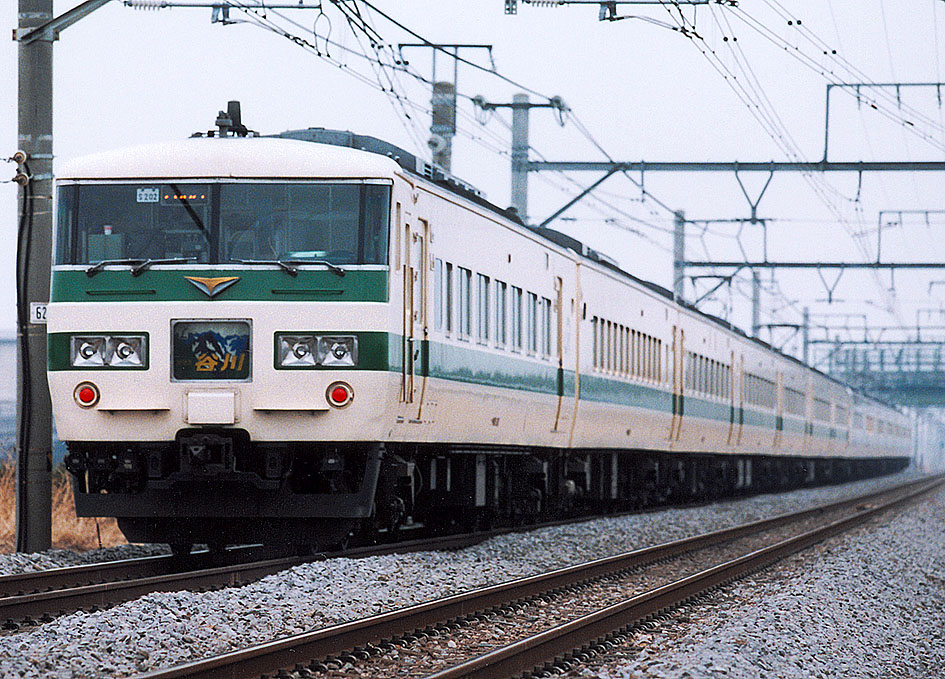
185계

신칸센 시절
- 200계 (2013년까지 운행)
- E1계 (Max 다니가와, 2012년까지 운행)
- E2계[3]
- E4계 (Max 다니가와, 2021년까지 운행)

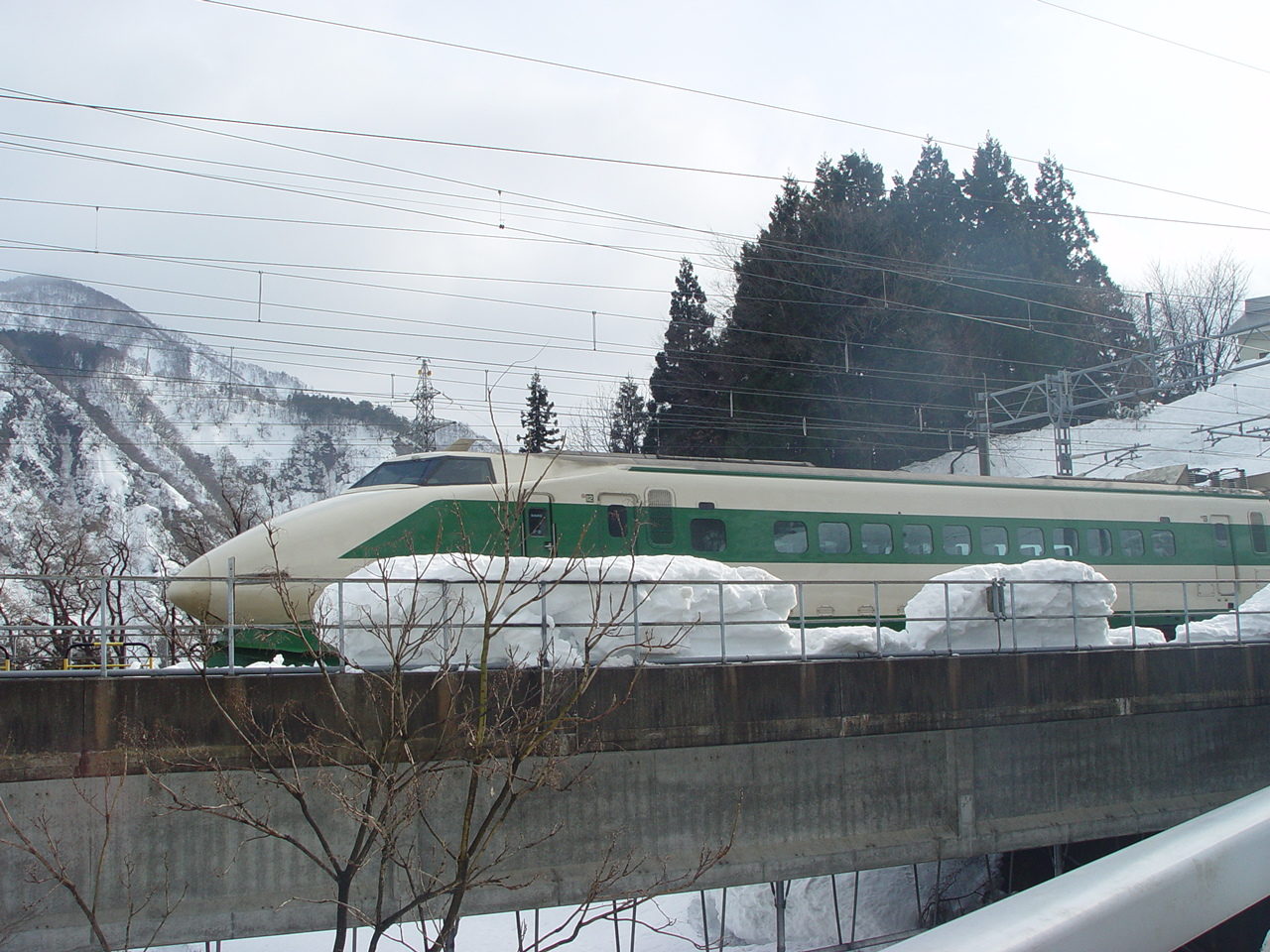
신칸센 200계
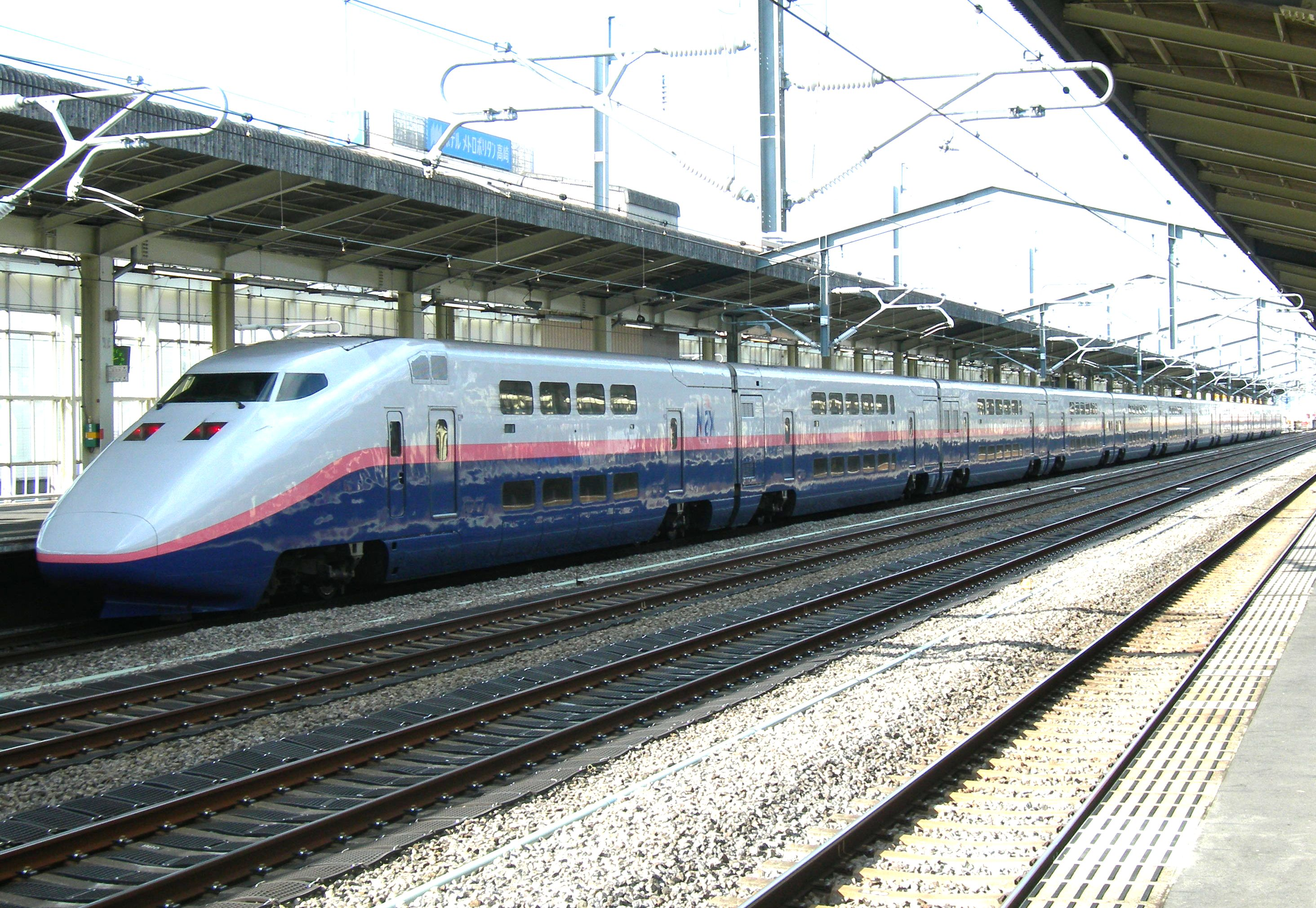
신칸센 E1계
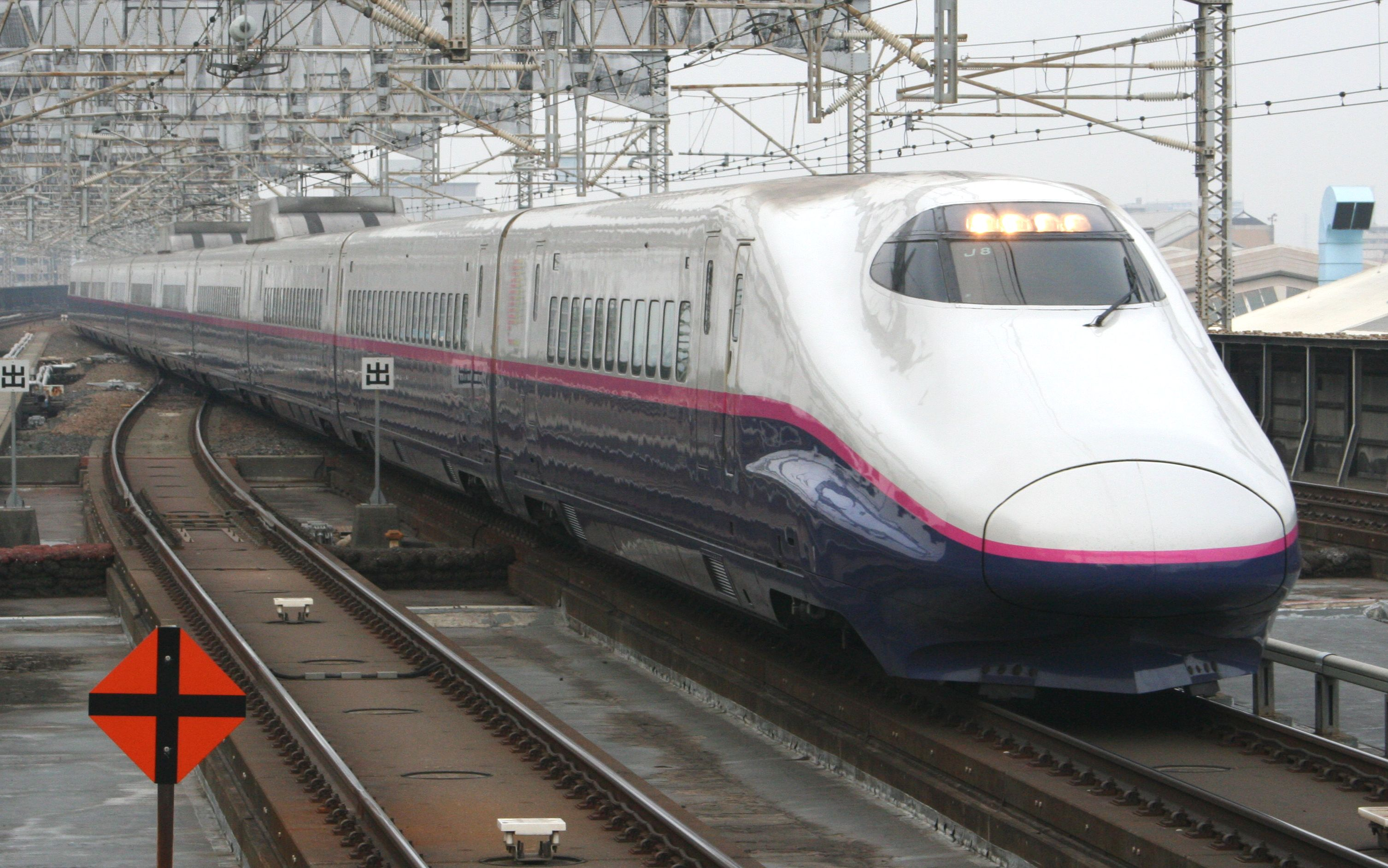
신칸센 E2계
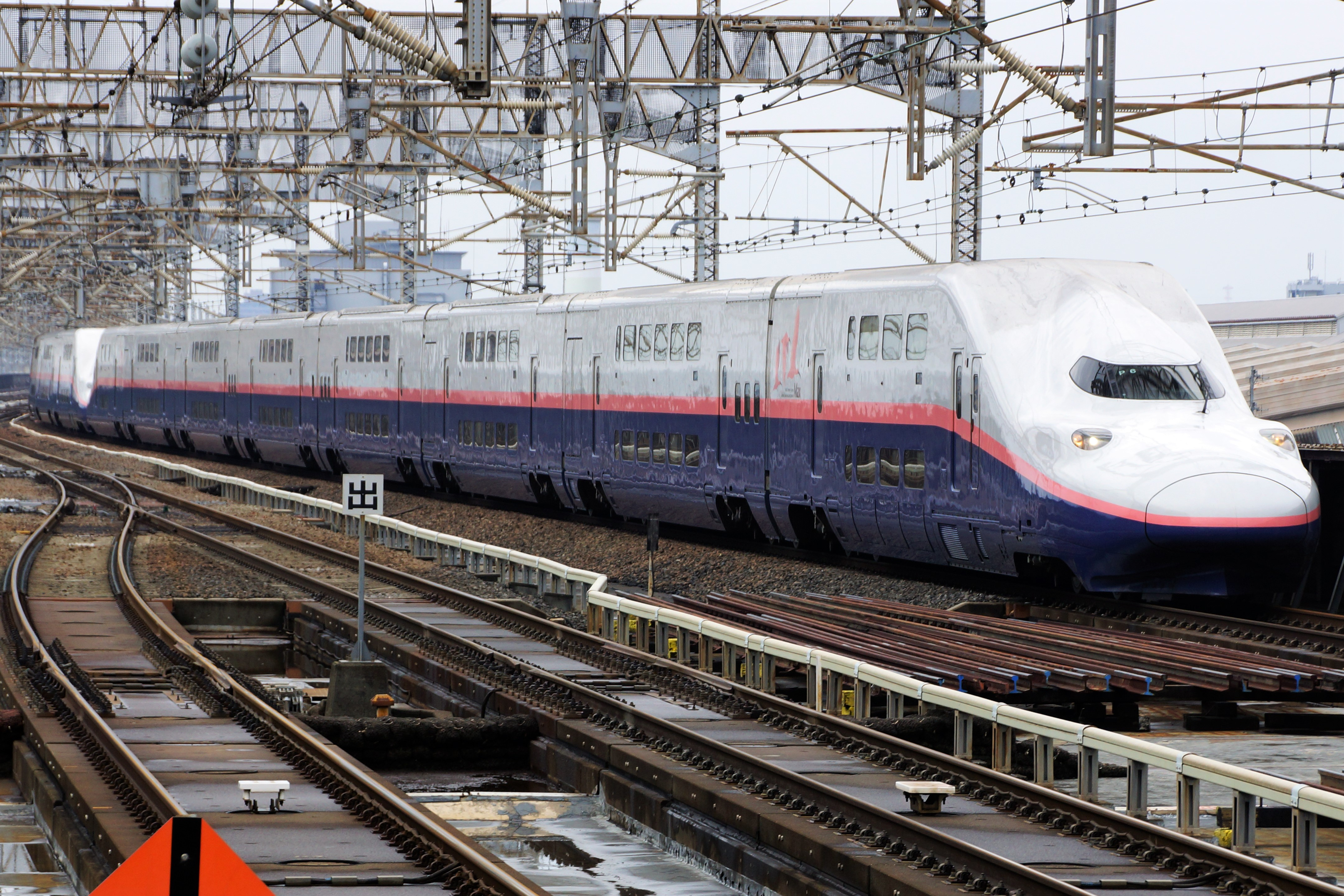
신칸센 E4계

## 객차 구성

### E7계[11]
| 호차 | 1      | 2      | 3           | 4      | 5      | 6      | 7                       | 8      | 9      | 10     | 11                 | 12         |
| ---- | ------ | ------ | ----------- | ------ | ------ | ------ | ----------------------- | ------ | ------ | ------ | ------------------ | ---------- |
| 좌석 | 자유석 | 자유석 | 자유석      | 자유석 | 지정석 | 지정석 | 지정석                  | 지정석 | 지정석 | 지정석 | 그린차             | 그랜클래스 |
| 시설 | 화장실 |        | 화장실 전화 |        | 화장실 |        | 화장실 전화 장애인 시설 |        | 화장실 |        | 화장실 장애인 시설 | 화장실     |

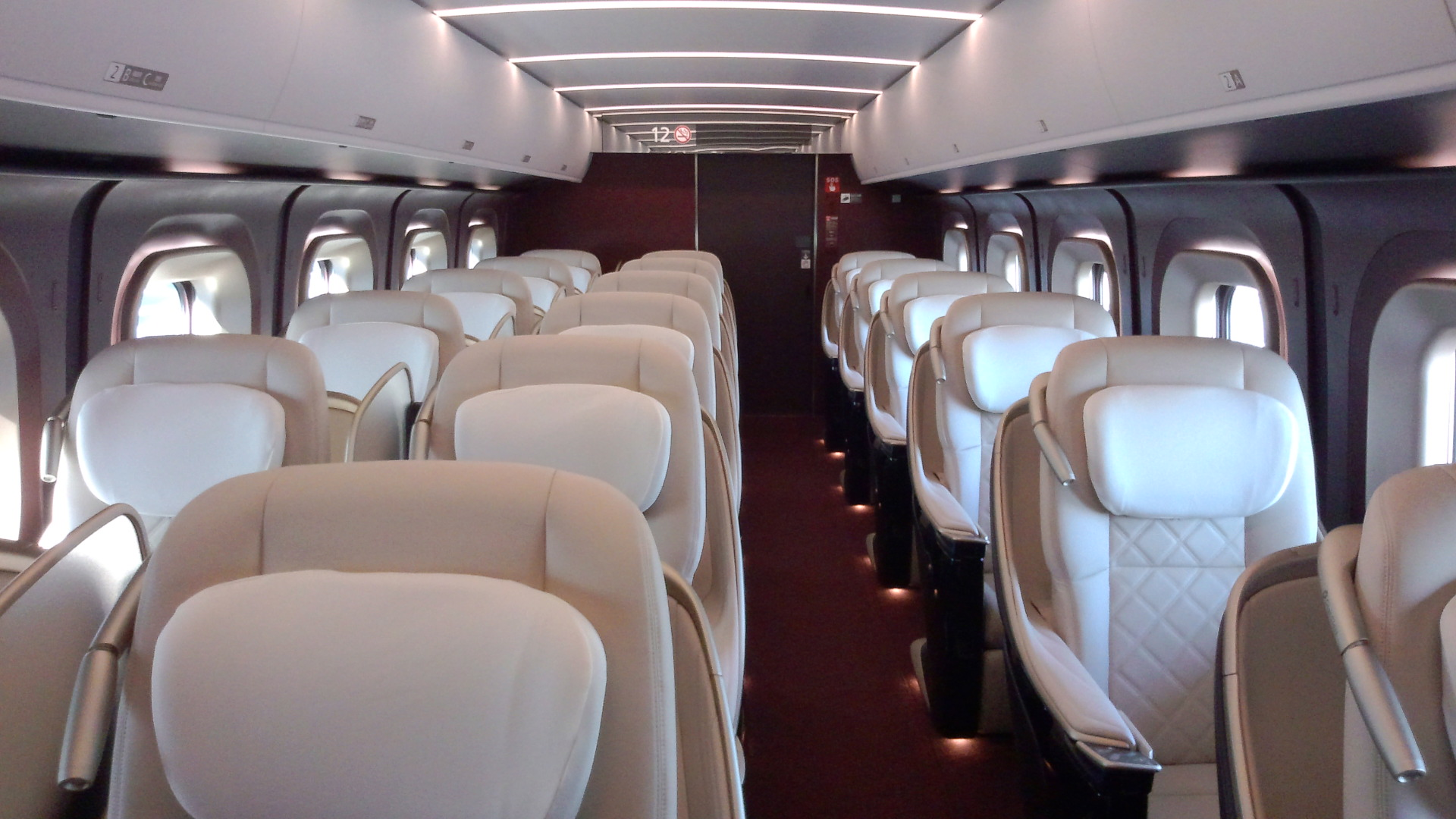
12호차 그랜클래스
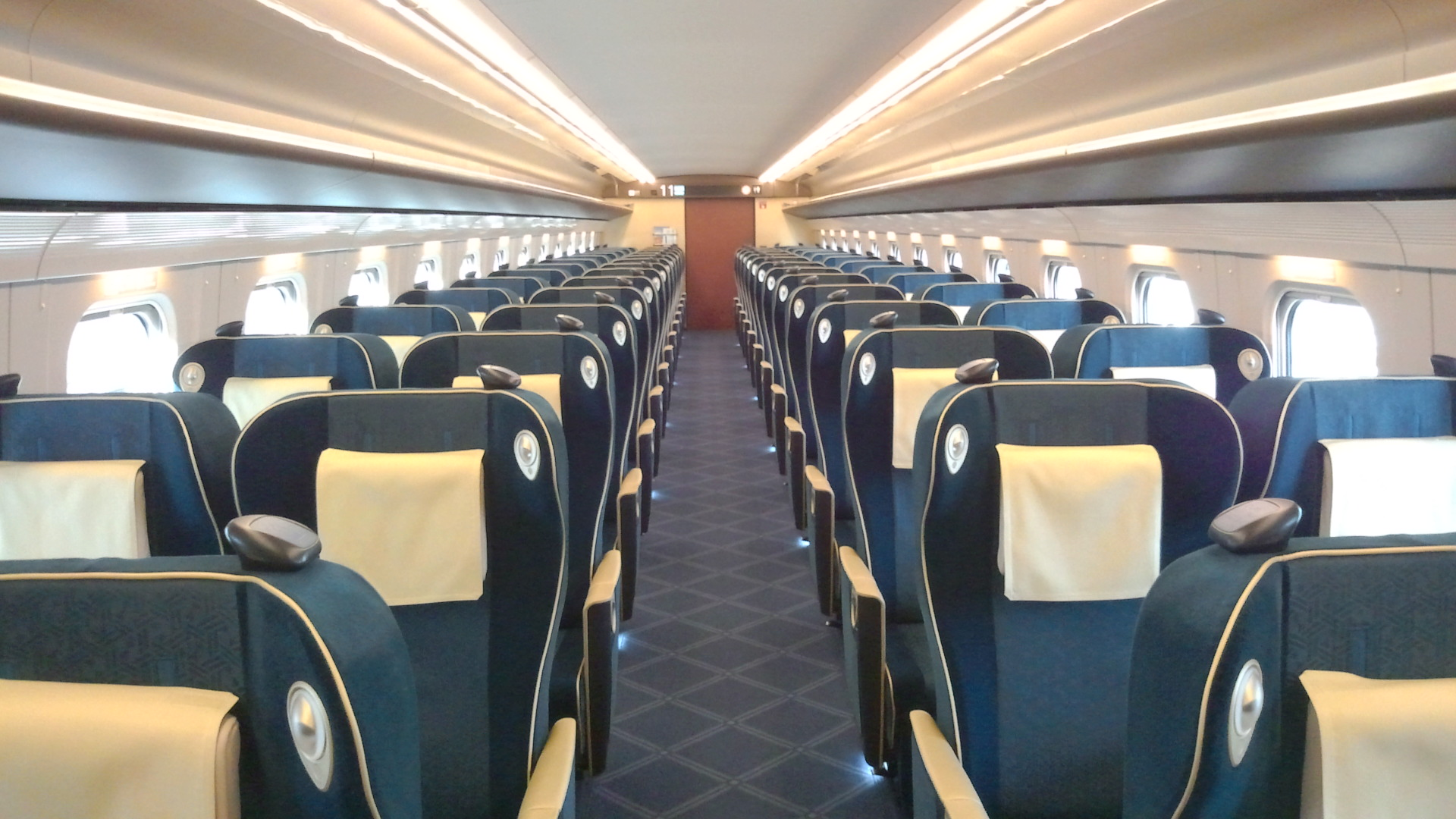
11호차 그린차
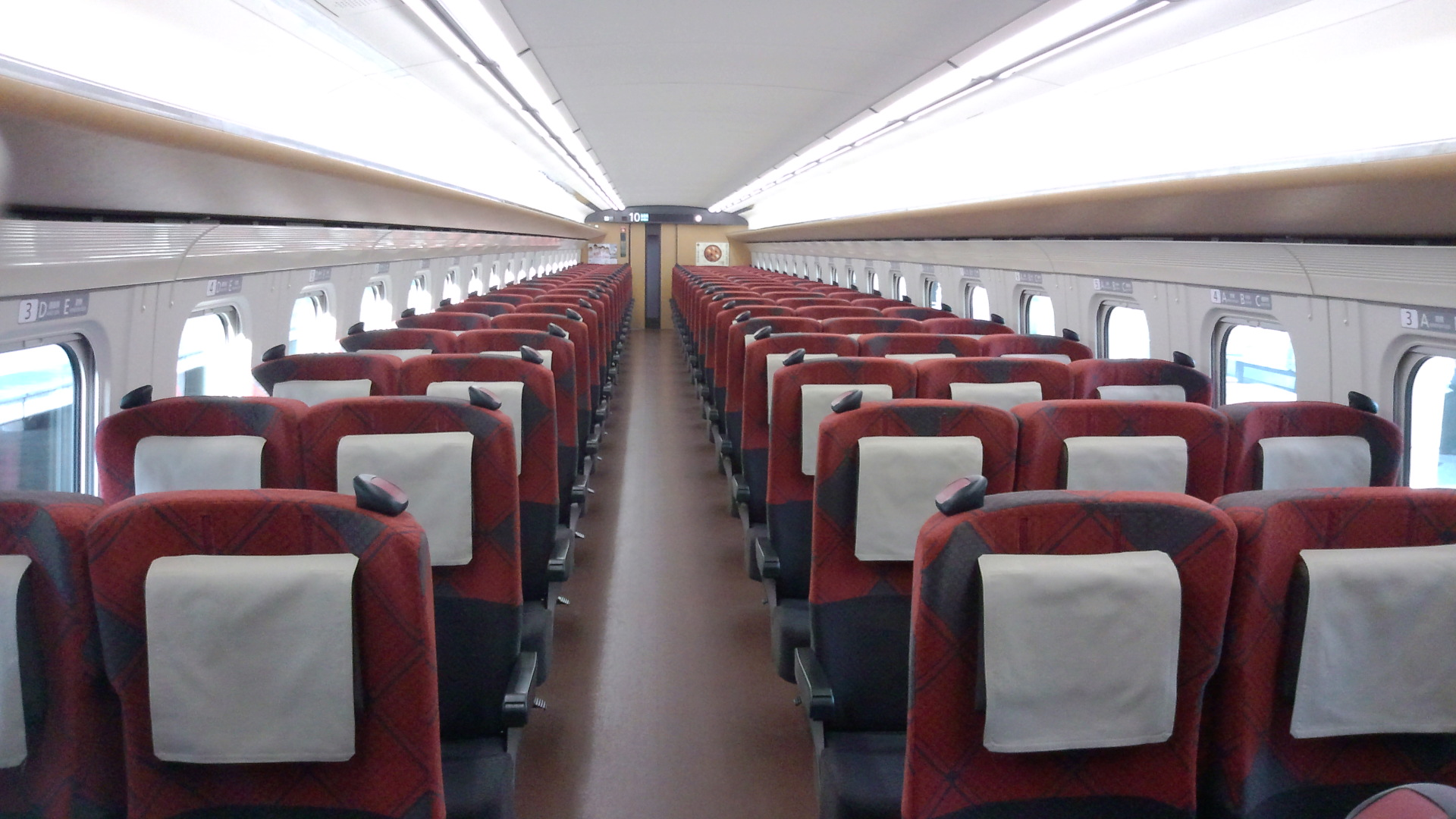
10호차 좌석